# Atlético Venezuela
Atlético Venezuela Club de Fútbol is een Venezolaanse voetbalclub uit Caracas. De club werd opgericht op 23 juli 2009 en speelt in de Primera División.

## Bekende (oud-)spelers
- Giancarlo Maldonado